# アゼチ岬

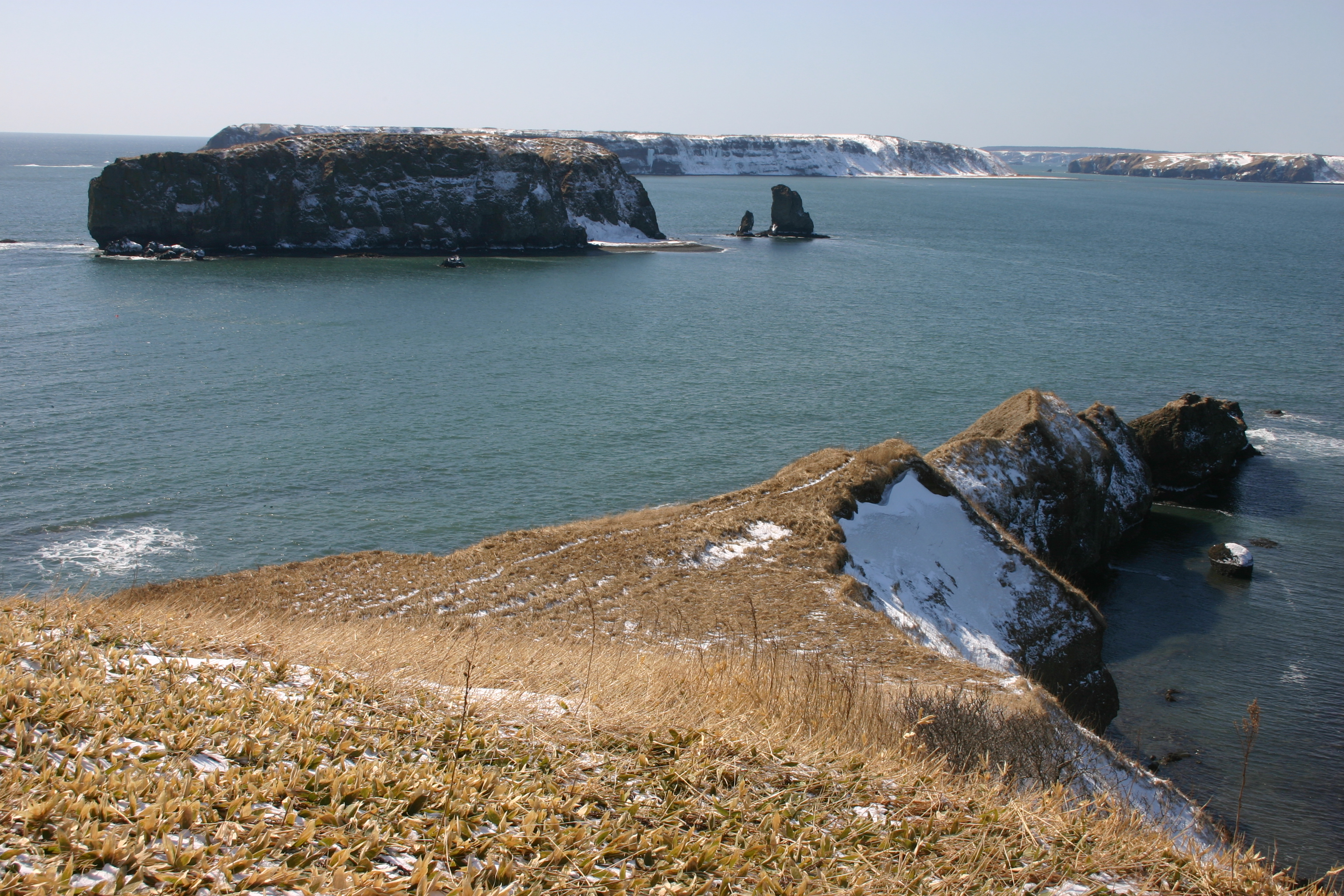
アゼチ岬

アゼチ岬（アゼチみさき）は、「アゼチの岬」とも呼ばれ、北海道厚岸郡浜中町にある岬。琵琶瀬湾に浮かぶテーブル状のゴメ島、小島、嶮暮帰島を一望できる。付近一帯はエトピリカの営巣地である。